# Hecyra terrea
Hecyra terrea är en skalbaggsart som först beskrevs av Bertoloni 1849.  Hecyra terrea ingår i släktet Hecyra och familjen långhorningar.
Artens utbredningsområde är:
- Angola.
- Botswana.
- Kenya.
- Malawi.
- Moçambique.
- Zimbabwe.

Inga underarter finns listade i Catalogue of Life.